# Owego
Owego és una població dels Estats Units a l'estat de Nova York. Segons el cens del 2000 tenia 3.911 habitants.

## Demografia
Segons el cens del 2000, Owego tenia 3.911 habitants, 1.664 habitatges, i 978 famílies. La densitat de població era de 604 habitants per km².
Dels 1.664 habitatges en un 27,7% hi vivien nens de menys de 18 anys, en un 42,5% hi vivien parelles casades, en un 13,1% dones solteres, i en un 41,2% no eren unitats familiars. En el 35,2% dels habitatges hi vivien persones soles el 13,4% de les quals corresponia a persones de 65 anys o més que vivien soles. El nombre mitjà de persones vivint en cada habitatge era de 2,29 i el nombre mitjà de persones que vivien en cada família era de 2,95.
Per edats la població es repartia de la següent manera: un 23,3% tenia menys de 18 anys, un 9% entre 18 i 24, un 28,2% entre 25 i 44, un 22% de 45 a 60 i un 17,4% 65 anys o més.
L'edat mediana era de 38 anys. Per cada 100 dones de 18 o més anys hi havia 88,9 homes.
La renda mediana per habitatge era de 31.742 $ i la renda mediana per família de 43.139 $. Els homes tenien una renda mediana de 27.299 $ mentre que les dones 20.268 $. La renda per capita de la població era de 17.068 $. Entorn del 10,3% de les famílies i el 13,9% de la població estaven per davall del llindar de pobresa.

## Fills il·lustres
- William Woolsey Johnson (1841-1927), matemàtic, militar i un dels fundadors de l'American Mathematical Society.